# Аріонешть
Аріонешть (рум. Arioneşti) — село в Молдові в Дондушенському районі. Утворює окрему комуну. Село розташоване на правому березі річки Дністер за 217 км від Кишинева.

## Назва
Свою назву населений пункт отриав на честь імені Аріон за допомогою додавання суфікса «-ешть», або від антропоніма Аріонеску, зміненого пізніше на Аріонешть методом підстановки множини. Носій імені - Аріон, був власником земель на цій території.

## Інформація про село
Село розташоване на відстані 27 км від районного центру. В селі нараховується 1002 господарства. Населення - 1982 чол. (905 чоловіків, 1077 жінок, 589 працездатних осіб). В селі є 242 криниці, 35 км доріг, з них 12 км з твердим покриттям. Працює 5 магазинів, кафетерія, лазня, медичний пункт, дитячий садок, школа, Будинок культури, кінотеатр, бібліотека, пошта, стадіон.

## Історія
Неподалік від села, у місці під назвою Валя Брадулуй (рум. Valea Bradului) археологи знайшли давнє людське поселення. Такі висновки були зроблені на основі аналізу кам'яних предметів, які пізніше віднесли до періоду пізнього палеоліту. На місці нинішнього населеного пункту археологи знайшли вісім сусідніх сіл, які були покинуті. Три з них відносяться до IV—II ст. до н.е., ще одне до II ст. до н.е., а інші два - до II—IV ст. н.е. В результаті, найбільш близьке до теперішнього часу, але зникле село датується VIII—XII ст. н.е. На місці, де знаходились давні поселення, знаходяться залишки людського житла, типові об'єкти вказаних вище періодів історії цього краю.
Документально населений пункт був зареєстрований в 1463 році. Цей рік прийнято вважати роком його заснування, але, будучи сильно малим, об'єднався з таким же малим населеним пунктом Кончень.